# Marina orcuttii
Marina orcuttii är en ärtväxtart som först beskrevs av Sereno Watson, och fick sitt nu gällande namn av Rupert Charles Barneby. Marina orcuttii ingår i släktet Marina och familjen ärtväxter. IUCN kategoriserar arten globalt som livskraftig.

## Underarter
Arten delas in i följande underarter:
- M. o. campanea
- M. o. orcuttii